# DAOKO (DAOKOのアルバム)
『DAOKO』（ダヲコ）は、DAOKOのメジャー移籍後1枚目のフルアルバム。2015年3月25日にTOY'S FACTORYから発売された。

## 概要
今作品のパッケージは初回限定盤（CD+CD）と通常盤（CDのみ）の2形態でリリースされ、初回限定盤にはインディーズレーベル所属期の代表曲を収録したインディーズBEST盤が同梱された。

## 収録曲

### 初回限定盤（CD+CD）
規格番号：TFCC-86507
ディスク1(CD)
1. 水星
[作詞：オノマトペ大臣・tofubeats・DAOKO / 作曲：tofubeats / 編曲：PARKGOLF]
※原曲「ブロウ　ヤ　マインド　〜アメリカ　大好き」（作詞：KOJI IMADA・TOWA TEI、作曲：TOWA TEI）
2. かけてあげる
[作詞：DAOKO / 作曲：小島英也（ORESAMA）・DAOKO / 編曲：小島英也（ORESAMA）]
3. 一番星
[作詞：DAOKO / 作曲：小島英也（ORESAMA）・DAOKO / 編曲：小島英也（ORESAMA）]
4. ゆめうつつ
[作詞：DAOKO / 作曲：きくお・DAOKO / 編曲：きくお]
5. 流星都市
[作詞：DAOKO / 作曲：きくお・DAOKO / 編曲：きくお]
6. ぼく
[作詞：DAOKO / 作曲：小島英也（ORESAMA）・DAOKO / 編曲：小島英也（ORESAMA）]
7. きみ
[作詞・作曲：DAOKO / 編曲：小島英也（ORESAMA）]
8. 嫌
[作詞：DAOKO / 作曲：PARKGOLF・DAOKO / 編曲：PARKGOLF]
9. ミュージック
[作詞：DAOKO / 作曲：PARKGOLF・DAOKO / 編曲：PARKGOLF]
10. JK
[作詞：DAOKO / 作曲：國本怜・DAOKO / 編曲：國本怜]
11. ないものねだり
[作詞：DAOKO / 作曲：Mili・DAOKO / 編曲：Mili]
12. 高い壁には幾千のドア
[作詞：DAOKO / 作曲：Akito Bros.・DAOKO / 編曲：Akito Bros.(Akito Katayose & 5ive from cos/mes)]

ディスク2(CD)
1. ME!ME!ME! feat. daoko_pt.1 / TeddyLoid
[作詞：DAOKO / 作曲：TeddyLoid・DAOKO / 編曲：TeddyLoid]
2. BOY
[作詞：DAOKO / 作曲：DJ6月・DAOKO]
3. キラキラ
[作詞：DAOKO / 作曲：Yuji Otani・DAOKO]
4. Fog(new mix)
[作詞：DAOKO / 作曲：観音クリエイション・DAOKO]
5. 試験一週間前
[作詞：DAOKO / 作曲：ESME・DAOKO]
6. 脳内 DISCO
[作詞：DAOKO / 作曲：DJ6月・DAOKO]
7. Mind Surf feat. daoko / ★STAR GUiTAR
[作詞：DAOKO / 作曲：★STAR GUiTAR・DAOKO / 編曲：★STAR GUiTAR]
8. 戯言スピーカーRap.ver
[作詞：DAOKO / 作曲：ねこぼーろ/ササノマリイ・DAOKO / 編曲：ねこぼーろ/ササノマリイ]
※原曲「戯言スピーカー」（作詞・作曲：ねこぼーろ/ササノマリイ）
9. 放課後校庭にて feat. daoko / COASARU
[作詞：DAOKO / 作曲：COASARU・DAOKO]
10. 夕暮れパラレリズムfeat. daoko / ESNO
[作詞：DAOKO / 作曲：ESNO・DAOKO]
11. IRONY / m-flo + daoko
[作詞・作曲：m-flo・DAOKO]
12. そつぎょう
[作詞：DAOKO / 作曲：ESME・DAOKO]

### 通常盤（CD）
規格番号：TFCC-86508
ディスク1(CD)
1. 水星
[作詞：オノマトペ大臣・tofubeats・DAOKO / 作曲：tofubeats / 編曲：PARKGOLF]
※原曲「ブロウ　ヤ　マインド　〜アメリカ　大好き」（作詞：KOJI IMADA・TOWA TEI、作曲：TOWA TEI）
2. かけてあげる
[作詞：DAOKO / 作曲：小島英也（ORESAMA）・DAOKO / 編曲：小島英也（ORESAMA）]
3. 一番星
[作詞：DAOKO / 作曲：小島英也（ORESAMA）・DAOKO / 編曲：小島英也（ORESAMA）]
4. ゆめうつつ
[作詞：DAOKO / 作曲：きくお・DAOKO / 編曲：きくお]
5. 流星都市
[作詞：DAOKO / 作曲：きくお・DAOKO / 編曲：きくお]
6. ぼく
[作詞：DAOKO / 作曲：小島英也（ORESAMA）・DAOKO / 編曲：小島英也（ORESAMA）]
7. きみ
[作詞・作曲：DAOKO / 編曲：小島英也（ORESAMA）]
8. 嫌
[作詞：DAOKO / 作曲：PARKGOLF・DAOKO / 編曲：PARKGOLF]
9. ミュージック
[作詞：DAOKO / 作曲：PARKGOLF・DAOKO / 編曲：PARKGOLF]
10. JK
[作詞：DAOKO / 作曲：國本怜・DAOKO / 編曲：國本怜]
11. ないものねだり
[作詞：DAOKO / 作曲：Mili・DAOKO / 編曲：Mili]
12. 高い壁には幾千のドア
[作詞：DAOKO / 作曲：Akito Bros.・DAOKO / 編曲：Akito Bros.(Akito Katayose & 5ive from cos/mes)]

## スタッフ
- プロデューサー：川村元気
- コプロデューサー：針谷建二郎（2.5D）
- アートディレクター：Steve Nakamura
- フォトグラファー：Norbert Schoerner
- スタイリスト：ヤスヒロ タケヒサ
- ヘアメイクアップアーティスト：KEN
- レタッチャー：TOMOKO INOUE
- エグゼクティブ・プロデューサー：稲葉貢一（TOY'S FACTORY）・針谷建二郎（2.5D）

【DAOKO】
- サウンド・プロデューサー：片寄明人（GREAT3、Chocolat & Akito）
- レコーディング / ミキシングエンジニア：浦本雅史（SOI）
  - レコーディング：マルニスタジオ・青葉台スタジオ
  - ミキシング：ソイスタジオ
- マスタリング・エンジニア：Tom Coyne（Sterling Sound）

【INDIES BEST盤】
- プロデューサー：Paranel（LOW HIGH WHO? PRODUCTION）
- マスタリング・エンジニア：山本アキヲ（AUTORA）

## 特典

### 初回限定盤封入特典
メジャー1stアルバム『DAOKO』初回限定盤には特典としてイベント参加応募券が封入されており、抽選当選者は2015年4月6日に渋谷WWWにて開催されたリリースイベント【DAOKO THE LIVE!】に招待された。